# André Bogaert
André Bogaert (Zele Durmen, 7 april 1920 – Aalst, oktober 1986) is een Belgische abstract expressionist bij wie het experiment centraal staat. Zijn oeuvre is multimediaal en omvat schilderijen, tekeningen, beelden, mixed-media, assemblages en panorama’s.
"André Bogaert wil niet per se bij een kunststroming horen. Hij gaat uit van zichzelf en van alles wat hij heeft geassimileerd. Hij gebruikt alle elementen naargelang hij ze zelf heeft geaccommodeerd en ze als iets persoonlijks heeft aanvaard. Kunst is voor hem creativiteit in de reële zin van het woord.”

## Levensloop

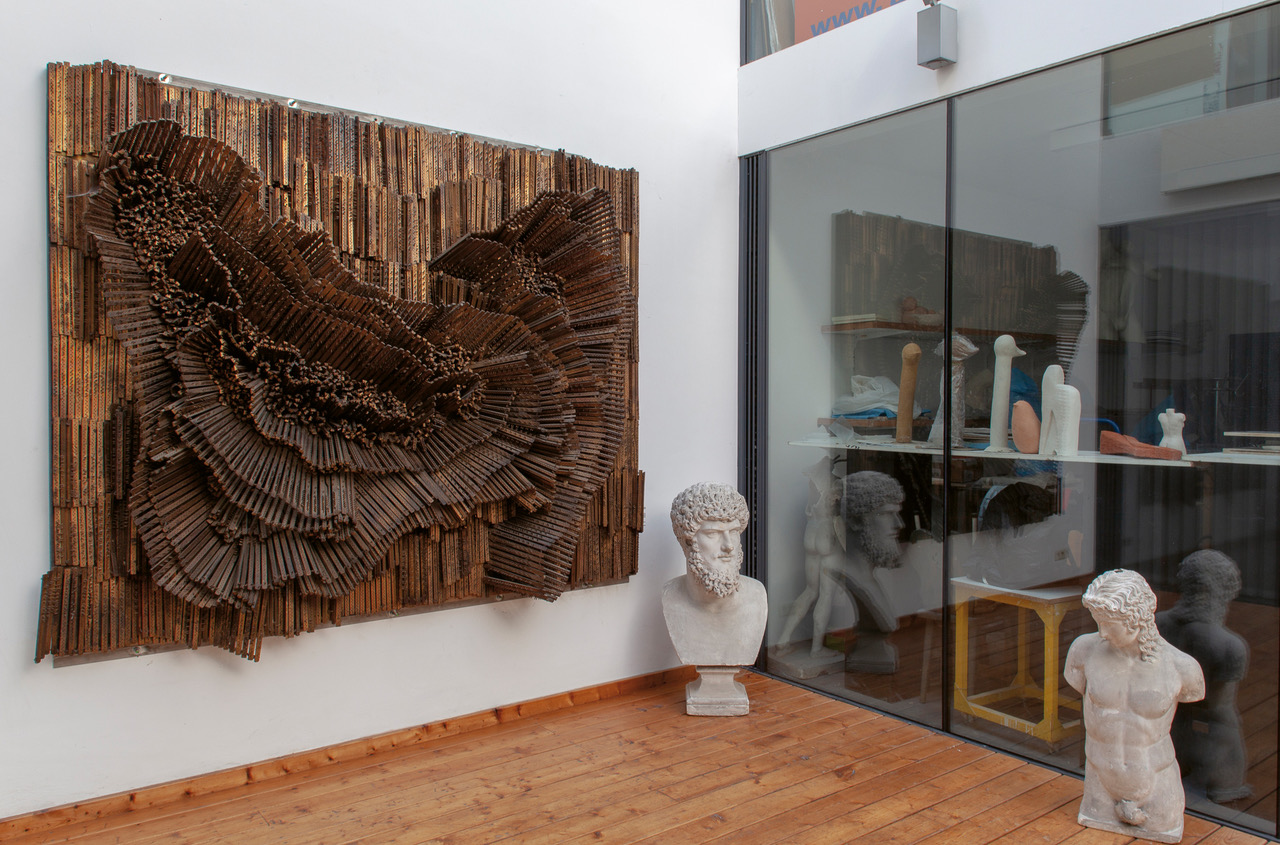
'Flower assemblage' compositie André Bogaert.

Zijn werken werden geëxposeerd in 32 tentoonstellingen te Antwerpen, Gent, Brussel, Leuven, Sint-Niklaas, Ronse, Lokeren (Parkhotel en galerie De Vuyst), Luik, Rotterdam, Milaan en Londen, zowel tijdens zijn leven als na zijn dood. In diverse musea zijn werken van hem te vinden, onder andere in het SMAK en in het Museum voor Moderne Kunst te Brussel. Hij volgde een opleiding aan de Academie van Dendermonde, aan het Hoger Instituut voor Schone Kunsten te Antwerpen en aan de Hogere Kunstscholen van Düsseldorf en München. Aan de Academie van Dendermonde behaalde hij de gouden medaille voor Stilleven.
Om te schetsen en studies te maken, ging hij onder andere in de leer bij Emile Claus, Prosper De Troyer en Albert Saverys. Hij was assistent bij Floris Jespers en de Amerikaan Steinbech.
In 1953 behaalde hij de Prijs Laurent Meeus en in 1956 de prijs Burgemeester Camille Huysmans. André Bogaert verkreeg in 1958 de beurs van de Unesco bij atelier Kokoscka voor München en Salzburg. Verder werd hij vermeld bij de Talensprijs, de Olivettiprijs en de Prijs van de Jonge Belgische Schilderkunst. In 1965 behaalde hij de tweede Olivettiprijs.

## Assemblagekunst
In de jaren zestig, door het intreden van de Popart cultuur, begon Bogaert de schilderkunst in de vorm van olieverf op doek in vraag te stellen, bijgevolg dat de assemblagekunst als zijn uitverkoren medium fungeerde. Het bood hem de vrijheid zich af te zetten tegen het dwingende artistieke keurslijf en maakte het mogelijk te experimenteren met een onuitputtelijk plastisch gamma. Zijn voorkeur ging uit naar vindmateriaal uit de fabrieksnijverheid rond zijn geboortestreek aan de Durme. Als vitalist zocht hij deze oevers op om te herbronnen. Hij had een uitgesproken voorkeur voor leder, weefspoelen, vilt, rubber, verbrand hout, geplette of gebogen metalen en diverse kunststoffen. Doordat deze een nieuwe identiteit aannemen binnen Bogaerts reliëfs, vormen deze werken een schoolvoorbeeld van een uitgebalanceerde samenwerking tussen destructie en constructie. Twee vormgevende aspecten wiens collaboratie ondenkbaar was in het traditionele beeldenarsenaal, maar een centrale rol vertolken in de assemblagekunst.
In België werd assemblagekunst beschouwd als de metamorfose van het object. Toonaangevend binnen de Belgische moderne kunst waren de activiteiten van de Antwerpse G58 en de Gentse-Forum-tentoonstellingen. Manifestaties waar Bogaerts werk meermaals vertoond werd en door kunstcritici en pers positief onthaald. Er begon zich een Belgische groep van assemblagekunstenaars te manifesteren: Camiel Van Breedam, Vic Gentils, Paul Van Hoeydonck, Remo Martini en Annie Debie. In 1964 werd hun lidmaatschap uitgebreid met Bogaert en enkele andere oude G58ers.

## Wandelroute
In Zele-Durmen werd de "Durmeboorden Wandelroute" geopend, waarlangs een 25-tal reproducties van werken van Dré Bogaert werden geplaatst. Meer informatie hierover is te vinden op de website van Toerisme Oost-Vlaanderen.

## Reus
Bogaert werd in Zele geëerd met reus gebouwd door Jo Bocklandt.